# Özgür Yılmaz
Özgür Yılmaz (3 de diciembre de 1977) es un deportista turco que compitió en judo. Ganó una medalla de bronce en el Campeonato Europeo de Judo de 2003 en la categoría de –90 kg.

## Palmarés internacional
| Campeonato Europeo | Campeonato Europeo    | Campeonato Europeo | Campeonato Europeo |
| Año                | Lugar                 | Medalla            | Categoría          |
| ------------------ | --------------------- | ------------------ | ------------------ |
| 2003               | Düsseldorf (Alemania) | Medalla de bronce  | –90 kg             |